# Johann Wolf (Pädagoge)
Johann Wolf (* 26. Mai 1765 in Nürnberg; † 16. Februar 1824 ebenda) war ein deutscher Pädagoge und Ornithologe, auch war er Botanist. Sein Autorenkürzel lautet Joh.Wolf.

## Leben
Nach seinem Schulbesuch in Nürnberg studierte er ab 1789 am Schullehrerseminar in Meiningen. Für herausragende Leistungen erhielt er ein Stipendium zu einer pädagogischen Reise durch Norddeutschland. In Schnepfenthal besuchte er bei dieser Gelegenheit den Pädagogen Christian Gotthilf Salzmann, der ihn für die Naturwissenschaften begeisterte und einführte.
Wolf kam er als Hauslehrer zu dem Reichsschultheiß Haller von Hallerstein und übernahm 1792 eine Lehrerstelle an der Büchnerischen Lehr- und Erziehungsanstalt in seiner Vaterstadt. In dieser Stellung veröffentlichte er sein erstes Werk: Neue methodische Vorschriften für Erziehungs- und Schulanstalten. Er widmete sich besonders der Ornithologie und galt bald als einer der ersten Ornithologen Deutschlands. Seine Naturgeschichte der Vögel Deutschlands, die er zusammen mit Bernhard Wagner 1805 begann, fand ebenso wie sein Taschenbuch der Vogelkunde für Deutschland Anerkennung. 1801 gründete Wolf die Naturhistorische Gesellschaft in Nürnberg. Da er sich auch auf dem Gebiete der Technologie Kenntnisse erworben hatte, wurde er 1803 zum ersten Lehrer an der neu errichteten Knaben-Realschule berufen und im gleichen Jahr zum Inspektor des neugegründeten Schullehrerseminars ernannt. Schon längere Zeit war er lungenleidend und als noch eine Darmentzündung hinzukam starb er am 16. Februar 1824.

## Ehrungen
1796 wurde er zum Mitglied der Deutschen Akademie der Naturforscher Leopoldina gewählt.

## Schriften und Werke (Auswahl)
Wolf hat durch Wort und Schrift viel zur Verbreitung naturwissenschaftlicher Kenntnisse beigetragen. Zahlreiche wissenschaftliche Institute haben ihn zum Mitglied berufen. Außer verschiedenen Aufsätzen in Voigts Magazin der Naturkunde, in den Annalen der Wetterauischen Gesellschaft veröffentlichte er weitere Beiträge.
Wolf verfasste einige grundlegende Werke sowie zahlreiche Aufsätze in wissenschaftlichen Publikationen.
- Neue methodische Vorschriften für Erziehungs- und Schulanstalten
- Naturgeschichte der Vögel Deutschlands,
- Taschenbuch der Vogelkunde für Deutschland, Nürnberg 1810
- Dr. Meyer zu Offenbach und Dr. Wolf zu Nürnberg: Taschenbuch der deutschen Vögelkunde oder kurze Beschreibung aller Vögel Deutschlands. Erster Theil bearbeitet von J. Wolf: Frankfurt am Main 1810
- Abbildung und Beschreibung der Kreuzotter, Nürnberg 1815;
- Abbildungen und Beschreibung merkwürdiger naturwissenschaftlicher Gegenstände, 2 Bände, Nürnberg 1818–1822
- Ein sicheres und wohlfeiles Mittel, Insekten schnell und ohne Verletzung zu tödten, Nürnberg, 1803
- Der Steinkrebs, Nürnberg, 1805